# خافيير أوكسوا
خافيير أوكسوا (بالإسبانية: Javier Otxoa)‏ مواليد 30 أغسطس 1974 في باراكالدو، إسبانيا، هو دراج إسباني سابق.

## سجل النتائج

### سباقات أو مراحل فاز بها
- طواف فرنسا

## روابط خارجية
- خافيير أوكسوا على موقع أرشيف الدراجات (الإنجليزية)
- خافيير أوكسوا على موقع إحصائيات الدراجات الإحترافية (الإنجليزية)
- خافيير أوكسوا على موقع نسبة الدراجات (الإنجليزية)
- خافيير أوكسوا على موقع CycleBase (الإنجليزية)
- خافيير أوكسوا على موقع Paralympic.org (الإنجليزية)
- خافيير أوكسوا على موقع اللجنة البارالمبية الإسبانية (الإسبانية)